# Burton J. Hendrick
Pour les articles homonymes, voir Hendrick.
Burton Jesse Hendrick, né le 8 décembre 1870 à New Haven et mort le 23 mars 1949, est un historien et biographe américain.
Il est surtout connu pour sa biographie de Walter Hines Page.
Il a reçu deux prix Pulitzer de la biographie ou de l'autobiographie et un prix Pulitzer d'histoire, ce dernier pour La Victoire sur mer (The Victory at Sea).